# Педлі (Каліфорнія)
Педлі (англ. Pedley) — переписна місцевість (CDP) в США, в окрузі Ріверсайд штату Каліфорнія. Населення — 12 672 особи (2010).

## Географія
Педлі розташоване за координатами 33°58′44″ пн. ш. 117°28′21″ зх. д. / 33.97889° пн. ш. 117.47250° зх. д. (33.978961, -117.472374).  За даними Бюро перепису населення США в 2010 році переписна місцевість мала площу 13,25 км², з яких 13,15 км² — суходіл та 0,10 км² — водойми.

## Демографія
Згідно з переписом 2010 року, у переписній місцевості мешкали 12 672 особи в 3451 домогосподарстві у складі 2804 родин. Густота населення становила 956 осіб/км².  Було 3663 помешкання (276/км²).
Расовий склад населення:
| - 59,3 % — білих - 4,4 % — азіатів - 3,0 % — чорних або афроамериканців - 0,9 % — корінних американців - 0,4 % — вихідців з тихоокеанських островів - 27,8 % — осіб інших рас |

До двох чи більше рас належало 4,3 %. Частка іспаномовних становила 53,4 % від усіх жителів.
За віковим діапазоном населення розподілялося таким чином: 27,7 % — особи молодші 18 років, 62,3 % — особи у віці 18—64 років, 10,0 % — особи у віці 65 років та старші. Медіана віку мешканця становила 33,4 року. На 100 осіб жіночої статі у переписній місцевості припадало 101,2 чоловіків;  на 100 жінок у віці від 18 років та старших — 99,8 чоловіків також старших 18 років.